# Quadratrice
In matematica la quadratrice è una curva i cui punti possono essere impiegati per determinare l'area  di una seconda curva. La più celebre di tali curve è quella di Dinostrato. 

## Quadratrice di Dinostrato

La quadratrice è evidenziata in rosso

A parte la circonferenza, si tratta probabilmente della più antica curva documentata, nota anche come trisettrice di Ippia, il quale pare l'abbia definita per fornire una risoluzione non “elementare” all'altrimenti insolubile problema della trisezione dell'angolo.
Si consideri il quadrato ABCD e si trasli il lato DC, con velocità costante nel tempo {\displaystyle [0;T]}, fino a sovrapporlo al lato AB; si consideri, altresì, il lato AD e lo si faccia ruotare intorno ad A, con velocità angolare {\displaystyle \omega ={\frac {\pi }{2T}}} costante nel tempo {\displaystyle [0;T]}, fino a sovrapporlo al lato AB: la quadratrice è il luogo geometrico delle intersezioni di tali due lati durante il loro movimento.
Considerando unitari la lunghezza del lato del quadrato e il tempo {\displaystyle T}, indicando con {\displaystyle \alpha (t)} l'angolo FÂB, in coordinate cartesiane parametriche (utilizzando il tempo {\displaystyle t} come parametro) la curva assume la seguente espressione:
{\displaystyle {\begin{cases}y=1-t\\x=(1-t)\cot \alpha (t)\end{cases}}}
con la condizione {\displaystyle 0\leqslant \ t\leqslant \ 1}.
Essendo {\displaystyle \alpha (t)={\frac {\pi }{2}}-\omega t={\frac {\pi (1-t)}{2}}} e sostituendo a {\displaystyle 1-t} la coordinata {\displaystyle y} dalla prima equazione, si ottiene l'espressione cartesiana della quadratrice:
{\displaystyle x=y\ cot{\frac {\pi y}{2}}}.

### La quadratura del cerchio

La quadratura del cerchio

Nella sua opera il geometra tardo-ellenistico Pappo tramanda che Dimostrato, studiando la curva introdotta da Ippia per trisecare gli angoli, notò che poteva servire anche per la quadratura del cerchio: infatti, l'ascissa dell'intersezione J della quadratrice con l'asse x è pari a
{\displaystyle \lim _{y\to 0}y\cot {\frac {\pi y}{2}}={\frac {2}{\pi }}}.
Partendo dalla misura di AJ si perviene facilmente a costruire il lato BL di misura {\displaystyle {\frac {\pi }{2}}}. Il rettangolo BLNO (avente il lato BO di lunghezza ½) è equivalente al cerchio di diametro unitario AB. Il quadrato equivalente si ricava immediatamente, sfruttando il II teorema di Euclide: il suo lato è l'altezza relativa all'ipotenusa QN = BO + BL del triangolo rettangolo avente i cateti tali che le loro proiezioni sull'ipotenusa siano proprio equivalenti a BO e BL.

### La trisezione dell'angolo

La trisezione dell'angolo

Per il modo stesso in cui è stata costruita, la quadratrice si presta a dividere un angolo in n parti uguali. Sia dato un angolo  GAJ da dividere in tre angoli uguali. Diciamo F la proiezione di G sull'asse y. Si divide il segmento AF in tre parti uguali, individuati dai punti P e Q. Le parallele all'asse x condotte per P e Q intersecano la quadratrice rispettivamente nei punti U e T; le semirette AU e AT sono le trisettrici cercate.